# 2377 Shcheglov
2377 Shcheglov è un asteroide della fascia principale. Scoperto nel 1978, presenta un'orbita caratterizzata da un semiasse maggiore pari a 2,8787459 UA e da un'eccentricità di 0,0541115, inclinata di 1,00895° rispetto all'eclittica.
L'asteroide è dedicato all'astronomo russo Vladimir Petrovič Ščeglov.